# Gladiola
Gladiola (mačić, mečika, lat. Gladiolus), rod lukovičastih trajnica iz porodice Iridaceae. preko 280 vrsta (285, bez hibrida) raste po dijelovima Euroazije i Afrike.
U Hrvatskoj postoji nekoliko vrsta, to su obični, ilirski, močvarni, talijanski i crepasti mačić ili gladiola.

## Vrste
1. Gladiolus abbreviatus Andrews
2. Gladiolus abyssinicus (Brongn. ex Lem.) B.D.Jacks.
3. Gladiolus actinomorphanthus P.A.Duvign. & Van Bockstal
4. Gladiolus acuminatus F.Bolus
5. Gladiolus aequinoctialis Herb.
6. Gladiolus alatus L.
7. Gladiolus albens Goldblatt & J.C.Manning
8. Gladiolus amplifolius Goldblatt
9. Gladiolus anatolicus (Boiss.) Stapf
10. Gladiolus andringitrae Goldblatt
11. Gladiolus angustus L.
12. Gladiolus antakiensis A.P.Ham.
13. Gladiolus antandroyi Goldblatt
14. Gladiolus appendiculatus G.J.Lewis
15. Gladiolus aquamontanus Goldblatt
16. Gladiolus arcuatus Klatt
17. Gladiolus atropictus Goldblatt & J.C.Manning
18. Gladiolus atropurpureus Baker
19. Gladiolus atroviolaceus Boiss.
20. Gladiolus attilae Kit Tan, B.Mathew & A.Baytop
21. Gladiolus aurantiacus Klatt
22. Gladiolus aureus Baker
23. Gladiolus balensis Goldblatt
24. Gladiolus baumii Harms
25. Gladiolus bellus C.H.Wright
26. Gladiolus benguellensis Baker
27. Gladiolus bilineatus G.J.Lewis
28. Gladiolus blommesteinii L.Bolus
29. Gladiolus bojeri (Baker) Goldblatt
30. Gladiolus bonaespei Goldblatt & M.P.de Vos
31. Gladiolus boranensis Goldblatt
32. Gladiolus brachyphyllus F.Bolus
33. Gladiolus brevifolius Jacq.
34. Gladiolus brevitubus G.J.Lewis
35. Gladiolus buckerveldii (L.Bolus) Goldblatt
36. Gladiolus bullatus Thunb. ex G.J.Lewis
37. Gladiolus caeruleus Goldblatt & J.C.Manning
38. Gladiolus calcaratus G.J.Lewis
39. Gladiolus calcicola Goldblatt
40. Gladiolus canaliculatus Goldblatt
41. Gladiolus candidus (Rendle) Goldblatt
42. Gladiolus cardinalis Curtis
43. Gladiolus carinatus Aiton
44. Gladiolus carmineus C.H.Wright
45. Gladiolus carneus D.Delaroche
46. Gladiolus caryophyllaceus (Burm.f.) Poir.
47. Gladiolus cataractarum Oberm.
48. Gladiolus caucasicus Herb.
49. Gladiolus ceresianus L.Bolus
50. Gladiolus chelamontanus Goldblatt
51. Gladiolus chevalierianus Marais
52. Gladiolus clivorum Goldblatt & J.C.Manning
53. Gladiolus communis L.
54. Gladiolus comptonii G.J.Lewis
55. Gladiolus crassifolius Baker
56. Gladiolus crispulatus L.Bolus
57. Gladiolus cruentus T.Moore
58. Gladiolus cunonius (L.) Gaertn.
59. Gladiolus curtifolius Marais
60. Gladiolus curtilimbus P.A.Duvign. & Van Bockstal ex S.Córdova
61. Gladiolus cylindraceus G.J.Lewis
62. Gladiolus dalenii Van Geel
63. Gladiolus davisoniae F.Bolus
64. Gladiolus debeerstii De Wild.
65. Gladiolus debilis Ker Gawl.
66. Gladiolus decaryi Goldblatt
67. Gladiolus decoratus Baker
68. Gladiolus delpierrei Goldblatt
69. Gladiolus densiflorus Baker
70. Gladiolus deserticola Goldblatt
71. Gladiolus dichrous (Bullock) Goldblatt
72. Gladiolus diluvialis Goldblatt & J.C.Manning
73. Gladiolus dolichosiphon Goldblatt & J.C.Manning
74. Gladiolus dolomiticus Oberm.
75. Gladiolus dubius Guss.
76. Gladiolus dzavakheticus Eristavi
77. Gladiolus ecklonii Lehm.
78. Gladiolus elliotii Baker
79. Gladiolus emiliae L.Bolus
80. Gladiolus engysiphon G.J.Lewis
81. Gladiolus equitans Thunb.
82. Gladiolus erectiflorus Baker
83. Gladiolus exalatus Goldblatt & Blittersd.
84. Gladiolus exiguus G.J.Lewis
85. Gladiolus exilis G.J.Lewis
86. Gladiolus fenestratus Goldblatt
87. Gladiolus ferrugineus Goldblatt & J.C.Manning
88. Gladiolus filiformis Goldblatt & J.C.Manning
89. Gladiolus flanaganii Baker
90. Gladiolus flavoviridis Goldblatt
91. Gladiolus floribundus Jacq.
92. Gladiolus fourcadei (L.Bolus) Goldblatt & M.P.de Vos
93. Gladiolus gallaecicus Pau ex J.-M.Tison & Girod
94. Gladiolus geardii L.Bolus
95. Gladiolus goldblattianus Geerinck
96. Gladiolus gracilis Jacq.
97. Gladiolus gracillimus Baker
98. Gladiolus grandiflorus Andrews
99. Gladiolus grantii Baker
100. Gladiolus gregarius Welw. ex Baker
101. Gladiolus griseus Goldblatt & J.C.Manning
102. Gladiolus gueinzii Kunze
103. Gladiolus gunnisii (Rendle) Marais
104. Gladiolus guthriei F.Bolus
105. Gladiolus hajastanicus Gabrieljan
106. Gladiolus halophilus Boiss. & Heldr.
107. Gladiolus harmsianus Vaupel
108. Gladiolus hirsutus Jacq.
109. Gladiolus hollandii L.Bolus
110. Gladiolus horombensis Goldblatt
111. Gladiolus huillensis (Welw. ex Baker) Goldblatt
112. Gladiolus humilis Stapf
113. Gladiolus huttonii (N.E.Br.) Goldblatt & M.P.de Vos
114. Gladiolus hyalinus Jacq.
115. Gladiolus illyricus W.D.J.Koch
116. Gladiolus imbricatus L.
117. Gladiolus inandensis Baker
118. Gladiolus inarimensis Guss.
119. Gladiolus inflatus (Thunb.) Thunb.
120. Gladiolus inflexus Goldblatt & J.C.Manning
121. Gladiolus insolens Goldblatt & J.C.Manning
122. Gladiolus intonsus Goldblatt
123. Gladiolus invenustus G.J.Lewis
124. Gladiolus involutus D.Delaroche
125. Gladiolus iroensis (A.Chev.) Marais
126. Gladiolus italicus Mill.
127. Gladiolus jonquilodorus Eckl. ex G.J.Lewis
128. Gladiolus juncifolius Goldblatt
129. Gladiolus kamiesbergensis G.J.Lewis
130. Gladiolus karooicus Goldblatt & J.C.Manning
131. Gladiolus kotschyanus Boiss.
132. Gladiolus lapeirousioides Goldblatt
133. Gladiolus laxiflorus Baker
134. Gladiolus ledoctei P.A.Duvign. & Van Bockstal
135. Gladiolus leonensis Marais
136. Gladiolus leptosiphon F.Bolus
137. Gladiolus liliaceus Houtt.
138. Gladiolus linearifolius Vaupel
139. Gladiolus lithicola Goldblatt
140. Gladiolus longicollis Baker
141. Gladiolus longispathaceus Cufod.
142. Gladiolus loteniensis Hilliard & B.L.Burtt
143. Gladiolus lundaensis Goldblatt
144. Gladiolus luteus Lam.
145. Gladiolus macneilii Oberm.
146. Gladiolus maculatus Sweet
147. Gladiolus magnificus (Harms) Goldblatt
148. Gladiolus malvinus Goldblatt & J.C.Manning
149. Gladiolus manikaensis Goldblatt
150. Gladiolus mariae Burgt
151. Gladiolus marlothii G.J.Lewis
152. Gladiolus martleyi L.Bolus
153. Gladiolus meliusculus (G.J.Lewis) Goldblatt & J.C.Manning
154. Gladiolus melleri Baker
155. Gladiolus menitskyi Gabrieljan
156. Gladiolus mensensis (Schweinf.) Goldblatt
157. Gladiolus meridionalis G.J.Lewis
158. Gladiolus metallicola Goldblatt
159. Gladiolus micranthus Stapf
160. Gladiolus microcarpus G.J.Lewis
161. Gladiolus microspicatus P.A.Duvign. & Van Bockstal ex S.Córdova
162. Gladiolus miniatus Eckl.
163. Gladiolus mirus Vaupel
164. Gladiolus monticola Goldblatt & J.C.Manning
165. Gladiolus mosambicensis Baker
166. Gladiolus mostertiae L.Bolus
167. Gladiolus muenzneri Vaupel
168. Gladiolus murgusicus Mikheev
169. Gladiolus murielae Kelway
170. Gladiolus mutabilis G.J.Lewis
171. Gladiolus negeliensis Goldblatt
172. Gladiolus nerineoides G.J.Lewis
173. Gladiolus nigromontanus Goldblatt
174. Gladiolus nyasicus Goldblatt
175. Gladiolus oatesii Rolfe
176. Gladiolus ochroleucus Baker
177. Gladiolus oliganthus Baker
178. Gladiolus oligophlebius Baker
179. Gladiolus oppositiflorus Herb.
180. Gladiolus orchidiflorus Andrews
181. Gladiolus oreocharis Schltr.
182. Gladiolus ornatus Klatt
183. Gladiolus osmaniyensis Sagiroglu
184. Gladiolus overbergensis Goldblatt & M.P.de Vos
185. Gladiolus palustris Gaudin
186. Gladiolus papilio Hook.f.
187. Gladiolus pappei Baker
188. Gladiolus pardalinus Goldblatt & J.C.Manning
189. Gladiolus parvulus Schltr.
190. Gladiolus patersoniae F.Bolus
191. Gladiolus pauciflorus Baker ex Oliv.
192. Gladiolus pavonia Goldblatt & J.C.Manning
193. Gladiolus permeabilis D.Delaroche
194. Gladiolus perrieri Goldblatt
195. Gladiolus persicus Boiss.
196. Gladiolus phoenix Goldblatt & J.C.Manning
197. Gladiolus pole-evansii I.Verd.
198. Gladiolus praecostatus Marais
199. Gladiolus pretoriensis Kuntze
200. Gladiolus priorii (N.E.Br.) Goldblatt & M.P.de Vos
201. Gladiolus pritzelii Diels
202. Gladiolus puberulus Vaupel
203. Gladiolus pubiger G.J.Lewis
204. Gladiolus pulcherrimus (G.J.Lewis) Goldblatt & J.C.Manning
205. Gladiolus pungens P.A.Duvign. & Van Bockstal ex S.Córdova
206. Gladiolus pusillus Goldblatt
207. Gladiolus quadrangularis (Burm.f.) Aiton
208. Gladiolus quadrangulus (D.Delaroche) Barnard
209. Gladiolus recurvus L.
210. Gladiolus reginae Goldblatt & J.C.Manning
211. Gladiolus rehmannii Baker
212. Gladiolus rhodanthus J.C.Manning & Goldblatt
213. Gladiolus richardsiae Goldblatt
214. Gladiolus robertsoniae F.Bolus
215. Gladiolus robiliartianus P.A.Duvign.
216. Gladiolus rogersii Baker
217. Gladiolus roseolus Chiov.
218. Gladiolus roseovenosus Goldblatt & J.C.Manning
219. Gladiolus rubellus Goldblatt
220. Gladiolus rudis Licht. ex Roem. & Schult.
221. Gladiolus rufomarginatus G.J.Lewis
222. Gladiolus rupicola Vaupel
223. Gladiolus saccatus (Klatt) Goldblatt & M.P.de Vos
224. Gladiolus salmoneicolor P.A.Duvign. & Van Bockstal ex S.Córdova
225. Gladiolus salteri G.J.Lewis
226. Gladiolus saundersii Hook.f.
227. Gladiolus saxatilis Goldblatt & J.C.Manning
228. Gladiolus scabridus Goldblatt & J.C.Manning
229. Gladiolus schweinfurthii (Baker) Goldblatt & M.P.de Vos
230. Gladiolus scullyi Baker
231. Gladiolus sekukuniensis P.J.D.Winter
232. Gladiolus sempervirens G.J.Lewis
233. Gladiolus serapiiflorus Goldblatt
234. Gladiolus serenjensis Goldblatt
235. Gladiolus sericeovillosus Hook.f.
236. Gladiolus serpenticola Goldblatt & J.C.Manning
237. Gladiolus somalensis Goldblatt & Thulin
238. Gladiolus speciosus Thunb.
239. Gladiolus splendens (Sweet) Herb.
240. Gladiolus stefaniae Oberm.
241. Gladiolus stellatus G.J.Lewis
242. Gladiolus stenolobus Goldblatt
243. Gladiolus stenosiphon Goldblatt
244. Gladiolus stokoei G.J.Lewis
245. Gladiolus subcaeruleus G.J.Lewis
246. Gladiolus sudanicus Goldblatt
247. Gladiolus sufflavus (G.J.Lewis) Goldblatt & J.C.Manning
248. Gladiolus sulculatus Goldblatt
249. Gladiolus symonsii F.Bolus
250. Gladiolus szovitsii Grossh.
251. Gladiolus taubertianus Schltr.
252. Gladiolus tenuis M.Bieb.
253. Gladiolus teretifolius Goldblatt & M.P.de Vos
254. Gladiolus trichonemifolius Ker Gawl.
255. Gladiolus triphyllus (Sm.) Ker Gawl.
256. Gladiolus tristis L.
257. Gladiolus tshombeanus P.A.Duvign. & Van Bockstal
258. Gladiolus uitenhagensis Goldblatt & Vlok
259. Gladiolus undulatus L.
260. Gladiolus unguiculatus Baker
261. Gladiolus usambarensis Marais ex Goldblatt
262. Gladiolus uysiae L.Bolus ex G.J.Lewis
263. Gladiolus vaginatus F.Bolus
264. Gladiolus vandermerwei (L.Bolus) Goldblatt & M.P.de Vos
265. Gladiolus variegatus (G.J.Lewis) Goldblatt & J.C.Manning
266. Gladiolus varius F.Bolus
267. Gladiolus velutinus De Wild.
268. Gladiolus venustus G.J.Lewis
269. Gladiolus verdickii De Wild. & T.Durand
270. Gladiolus vernus Oberm.
271. Gladiolus vexillare Martelli
272. Gladiolus vigilans Barnard
273. Gladiolus vinosomaculatus Kies
274. Gladiolus violaceolineatus G.J.Lewis
275. Gladiolus virescens Thunb.
276. Gladiolus virgatus Goldblatt & J.C.Manning
277. Gladiolus virgineus Goldblatt & J.C.Manning
278. Gladiolus viridiflorus G.J.Lewis
279. Gladiolus watermeyeri L.Bolus
280. Gladiolus watsonioides Baker
281. Gladiolus watsonius Thunb.
282. Gladiolus wilsonii (Baker) Goldblatt & J.C.Manning
283. Gladiolus woodii Baker
284. Gladiolus zambesiacus Baker
285. Gladiolus zimbabweensis Goldblatt
286. Gladiolus ×colvillei Sweet
287. Gladiolus ×dubius Guss.
288. Gladiolus ×gandavensis Van Houtte
289. Gladiolus ×lewisiae Oberm.
290. Gladiolus ×sulistrovicus Kaminski, Szczep. & Cieslak

## Sinonimi
- Acidanthera Hochst.
- Anisanthus Sweet
- Anomalesia N.E.Br.
- Antholyza L.
- Ballosporum Salisb.
- Bertera Steud.
- Cunonia Mill.
- Dortania A.Chev.
- × Gladanthera J.M.Wright
- Hebea R.Hedw.
- × Homoglad Ingram
- Homoglossum Salisb.
- Hyptissa Salisb.
- Keitia Regel
- Kentrosiphon N.E.Br.
- Liliogladiolus Trew
- Oenostachys Bullock
- Ophiolyza Salisb.
- Petamenes Salisb. ex J.W.Loudon
- Petamenes Salisb. ex N.E.Br.
- Ranisia Salisb.
- Solenanthus Steud. ex Klatt
- Sphaerospora Sweet
- Symphydolon Salisb.